# Аргыж
Аргыж — деревня в Малмыжском районе Кировской области. Входит в состав Мелетского сельского поселения.

## География
Расстояние до районного центра — 16 км, до центра сельского поселения — 3 км. Деревня расположена на берегу реки Вятки. 

## Население
| 2010 |
| ---- |
| 21   |

## Достопримечательности
Аргыжское городище — археологический памятник VII—III в.в. до н.э. федерального значения.